# Satiro con rhyton
Il Satiro con rhyton è uno stucco proveniente da Villa Petraro, rinvenuto durante gli scavi archeologici dell'antica città di Stabiae, l'odierna Castellammare di Stabia e conservato all'interno del Museo archeologico di Stabia Libero D'Orsi.

## Storia e descrizione
Lo stucco era una decorazione del calidarium di Villa Petraro e si trovava nello stesso ambiente di cui facevano parte anche gli stucchi del Satiro con capro e di Psiche: anche questo, così come gli altri, era posizionato al centro di un cassettone della volta a botte della stanza; fu rinvenuto a seguito delle indagini archeologiche compiute da Libero D'Orsi tra il 1957 ed il 1958 e quindi staccato per poi essere conservato all'interno dell'Antiquarium stabiano e poi al Museo archeologico di Stabia Libero D'Orsi.
L'opera raffigura un giovane satiro nudo, nell'atto di correre verso destra, il quale regge con la mano destra un rhyton, mentre con la sinistra afferra un lembo di pelle di una fiera che gli scende da una spalla: tutta l'opera, conservata quasi completamente nella sua interezza, è racchiusa in una doppia cornice, una a fascia, l'altra a linguette.